# Dadivank
Dadivank (ázerbájdžánsky Xudavəng) je arménský klášter v okrese Kelbadžar na území Náhorního Karabachu. Byl postaven v průběhu 9.–13. století. Na základě dohody o ukončení válečných operací mezi Arménií a Ázerbájdžánem byl klášter 25. listopadu 2020 vyklizen Armény a předán pod ázerbájdžánskou správu.

## Historie a architektura
Klášter byl založen svatým Dadi, žákem a následovníkem apoštola sv. Judy Tadeáše, který v prvním století n. l. šířil křesťanství ve východní Arménii. První písemná zmínka o klášteru je však až z 9. století. V červenci 2007 byl pod oltářem hlavního kostela objeven hrob sv. Dadiho. V klášteře jsou také pohřbena knížata středověkého knížectví Chačen, které leželo zhruba na území dnešního Náhorního Karabachu.
Klášter patří k arcašské diecézi Arménské apoštolské církve a zahrnuje katedrální kostel sv. Astvadzadzina, kapli a několik dalších budov. Hlavní kostel má na stěnách několik fresek ze 13. století a texty v arménštině. Basreliéf na jižní fasádě katedrály v Dadivanku, postavené roku 1214, zobrazuje princeznu obětující v kostele na památku svých synů. Podle Paola Cunea je Dadivank jedním ze dvou klášterů (spolu s klášterem Gandzasar), kde je možné najít takováto zobrazení.
Až do konce 18. století byl klášter významným kulturním a náboženským centrem oblasti. Od 17. století klášter ztrácel pozemky, obyvatelstvo vesnice, které patřily klášteru, bylo násilně přestěhováváno do Persie. V 19. století klášter zcela zpustl. Arcibiskup Sargis Jalaljanc, který klášter navštívil v polovině 19. století popsal ruiny, které sloužily jako úkryt pro lupiče. Starověké svatyně byly přeměněny na pastviny pro stáda ovcí a dobytka.
Po připojení Karabašského chanátu k Rusku ve 30. letech 19. století, metropolita Baghdasar Hasan-Jalajanc začal usilovat o návrat kláštera církvi, později se k němu přidali i další vlivní arménští církevní představitelé. Na počátku roku 1910 byl obyvatel Tiflisu Levon Michaelovič Ter-Avetikjan jmenován správcem klášterního majetku. Obrátil se hned na soud a požádal o vrácení všech pozemků. Ačkoliv mu soud dal za pravdu, ázerbájdžánští kočovníci se odmítali vzdát přivlastněných klášterních pozemků. Do roku 1917 se ale Ter-Avetikjanovi podařilo získat většinu pozemků. Se zřízením sovětské moci byl všechen klášterní majetek znárodněn a klášter Dadivank byl převeden pod ázerbájdžánské civilní úřady, oblast se znovu vylidnila. V roce 1924 oblast navštívil Ter-Avetisjan, který popsal, že místní nomádi proměnili klášter v ohradu pro dobytek a v ruinách nemilosrdně hledali církevní poklady.
Evropský parlament vydal 8. října 2001 rezoluci 9256, v níž mj. odsuzuje ničení kláštera muslimským obyvatelstvem regionu.

## Obnova kláštera
Klášter byl znovu otevřen po první válce o Náhorní Karabach v roce 1994. V letech 2004–2005 proběhla obnova kláštera, financovaná arménsko-americkou podnikatelkou Edele Hovnanianovou. Restaurátorské práce se soustředily hlavně na katedrálu, nicméně byla opravena i kaple, na níž pracoval Edik Abrahamian, Armén z íránského Teheránu.
Italští specialisté, kteří pracovali na obnově kláštera, se vrátili v srpnu 2017, aby na obnově pokračovali. Podařilo se jim restaurovat všechny čtyři kaple a jejich fresky a plánovali obnovu nápisů a ornamentů poblíž vchodů do kaplí. Celý renovační projekt měl podle plánu skončit v roce 2020.
Nicméně, z důvodu nového konfliktu v Náhorním Karabachu, který skončil dohodou o příměří, na jejímž základě jsou Arméni nuceni odejít z Dadivanku a předat okolní oblasti Ázerbájdžánu, se opat kláštera rozhodl převézt klášterní křesťanské umělecké předměty, včetně zvonů a chačkarů, do Arménie. Ázerbájdžánské ministerstvo kultury to označilo za nezákonnou činnost a dodalo, že budou přijata opatření k prosazení nezbytných právních postupů. Po odchodu arménských vojenských jednotek z oblasti byl klášter předán do ochrany ruským mírovým jednotkám.
Ázerbájdžán tvrdí, že se nejedná o starý arménský klášter, ale o původně klášter Kavkazské Albánie, který si později Arméni přisvojili. Ázerbájdžánci proto klášter nazývají Chudavenk, aby zdůraznili albánský původ komplexu. V prosinci 2020 byl představeným kláštera jmenován Rafig Danakari, etnický Udi (Udinové jsou považovány za etnické a kulturní dědice Kavkazské Albánie), který je místopředsedou křesťanské ortodoxní komunity. V klášteře se pořádají liturgie a kázání. V prosinci 2020 se v klášteře také konala svatba Arménů ze Stěpanakertu.
Do února 2021 Ázerbájdžán umožňoval arménským poutníkům bezproblémový přístup do kláštera, ale pak zadal požadavek, že předem chce znát jména poutníků a skupina nesmí být větší jak 30 členů. Přístup jim byl povolován bez obstrukcí. Od května 2021 se objevovaly arménské stížnosti, že některým poutníkům nebyl dovolen vstup, že vyřízení žádostí o vstup dlouho trvá. Podle ázerbájdžánské strany vstup nebyll povolován především z důvodu coronaviru a zhoršených přístupových cest.
Dne 2. května 2023 ázerbájdžánský poslanec Mübariz Qurbanli, předseda ázerbájdžánského Státního výboru pro náboženské záležitosti, prohlásil na tiskové konferenci, že klášter je historickou památkou Kavkazské Albánie a dříve nebo později bude zcela patřit udiské komunitě. Dále prohlásil, že Arméni do kláštera nepatří.

## Galérie

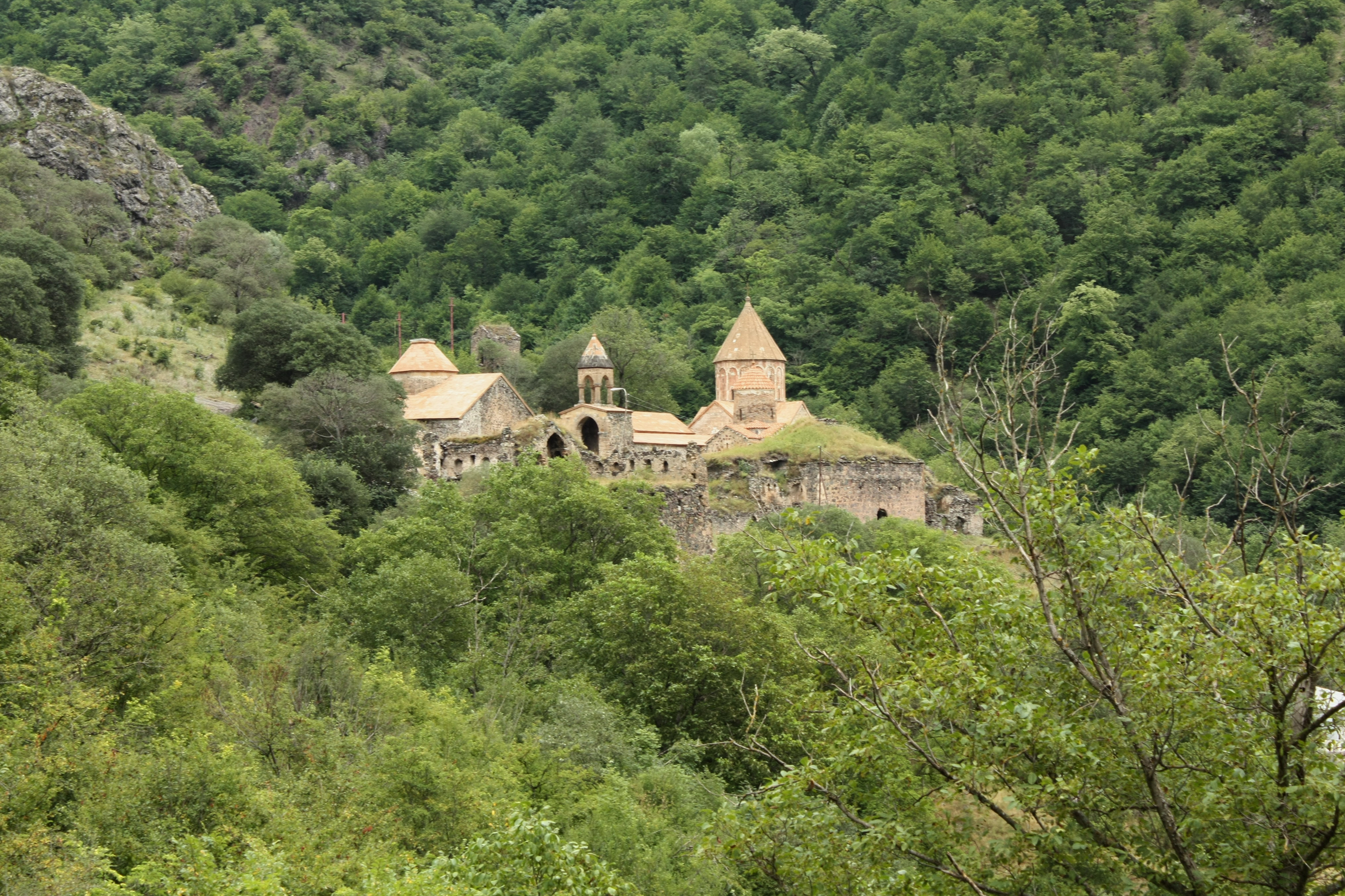
Dadivank
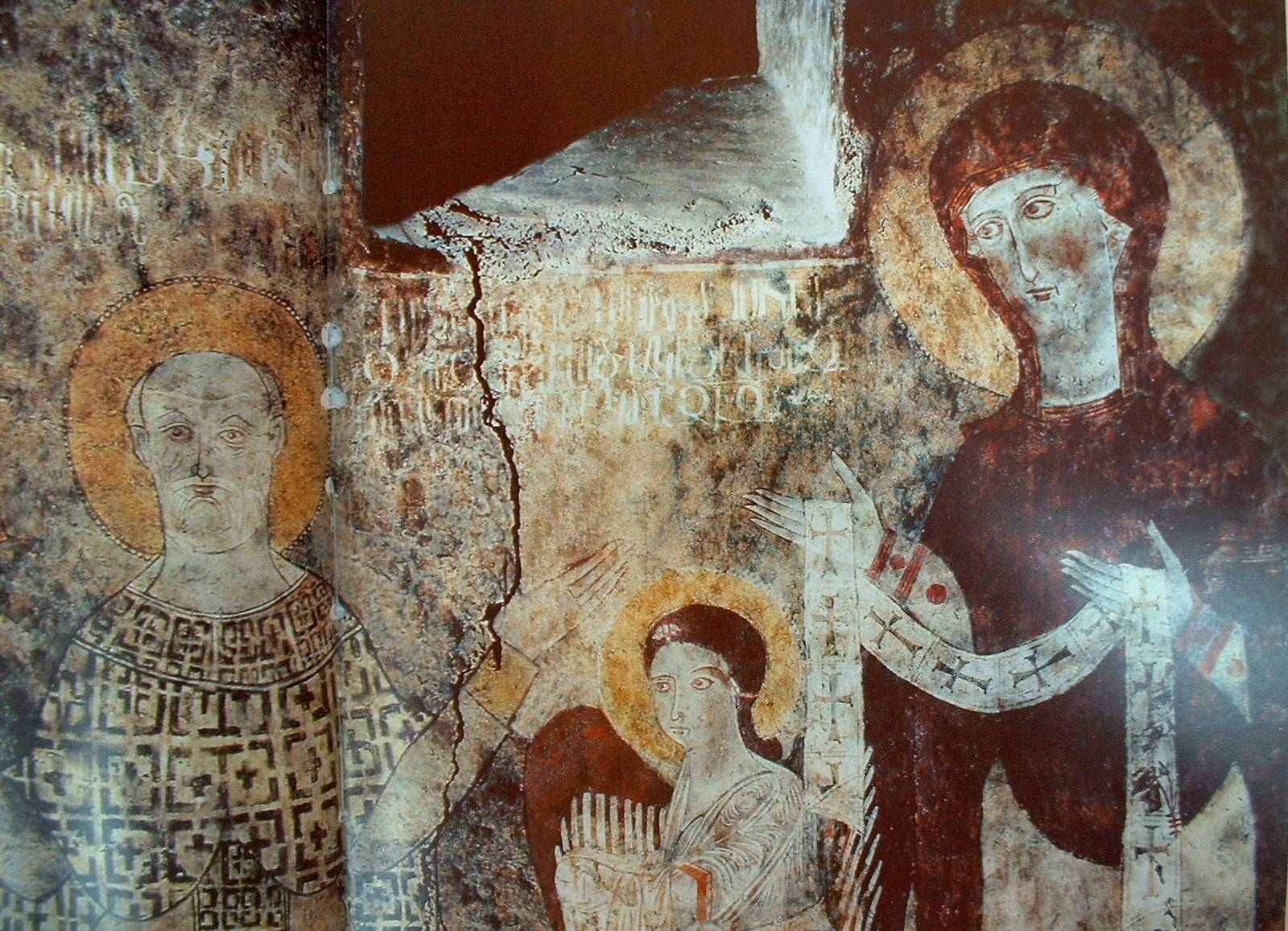
Fragment fresky ze 13. století s vyrytým arménským textem v klášteře Dadivank, mistrovské dílo kultury Arcachu z doby knížectví Chačenského.
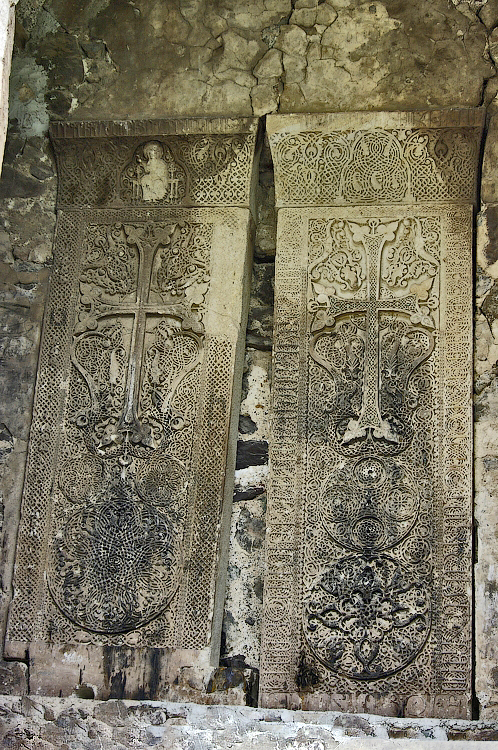
Chačkar v Dadivanku
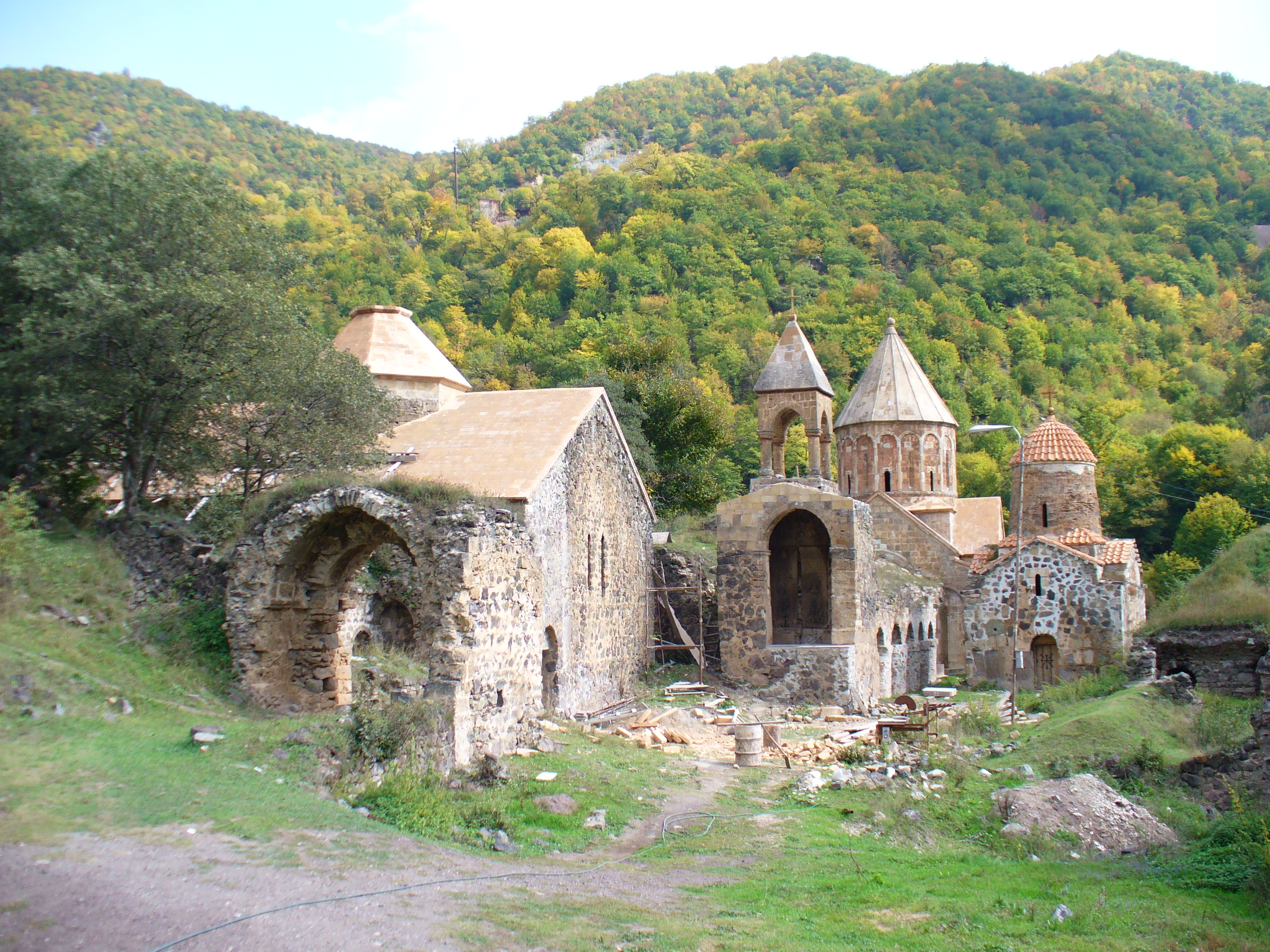
Boční pohled
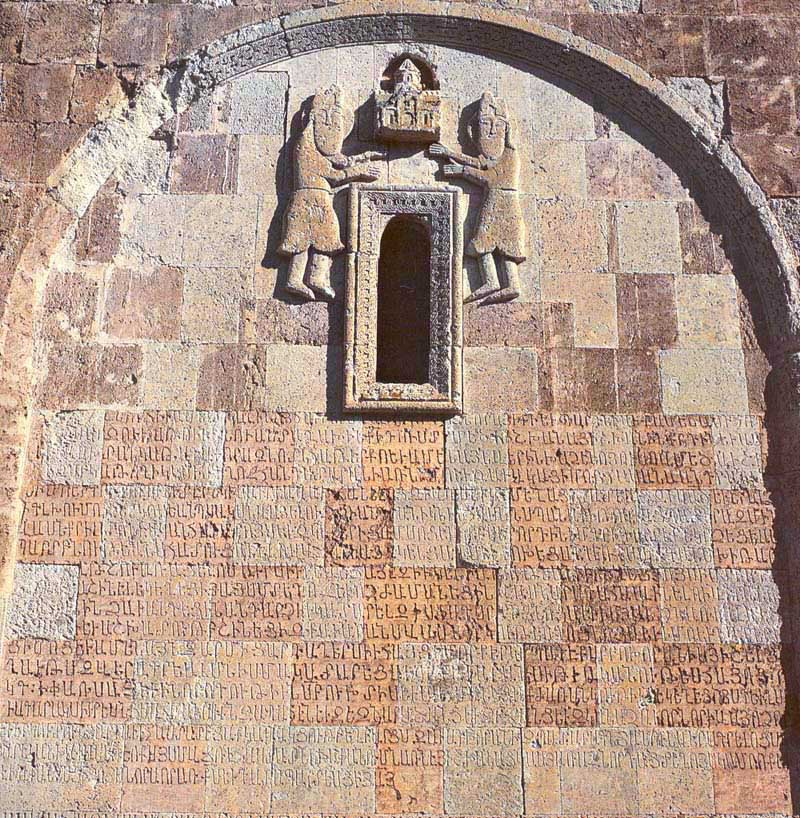
Arménský text královny Arzu z Haterku, klášter Dadivank (13. století)
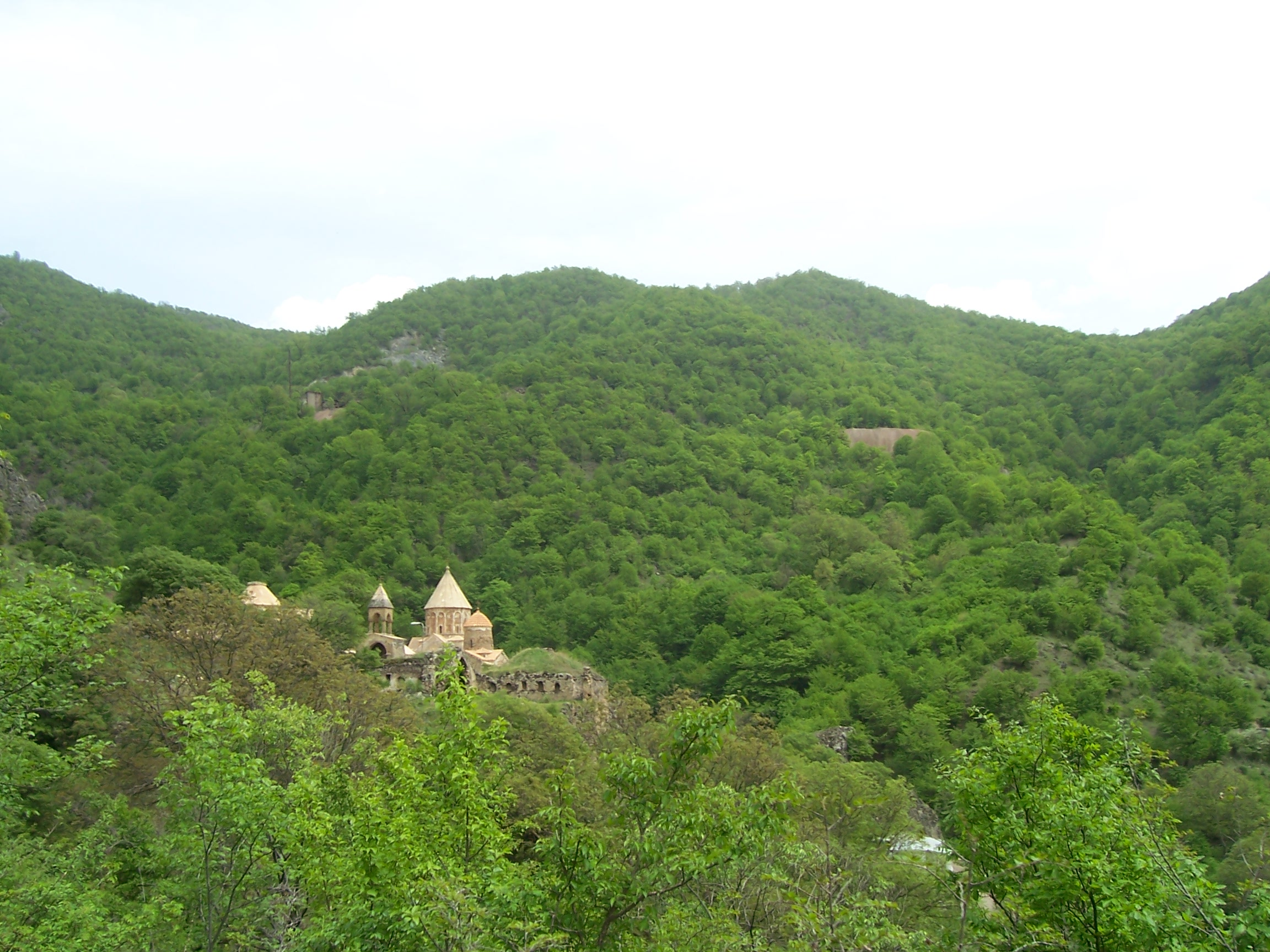
Pohled
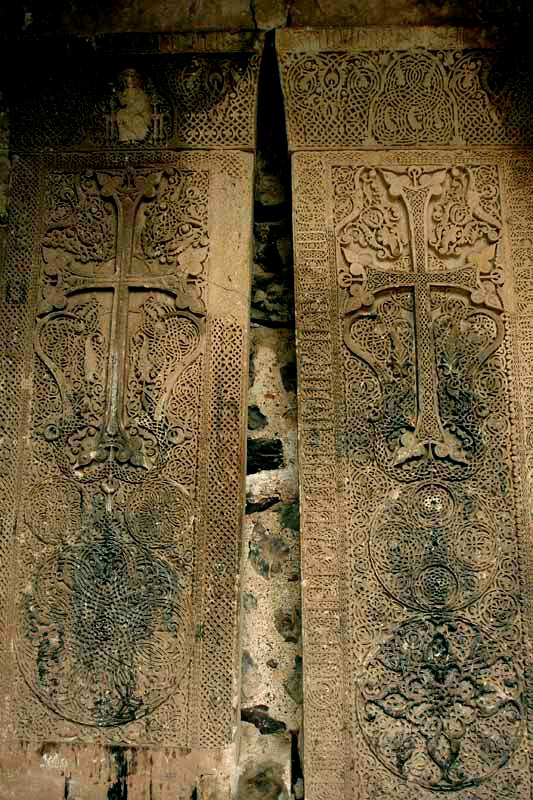
Dvojité chačkary s arménským textem ze 13. století ve věži pamětního zvonu v klášteře Dadivank